# Về chiều (Filippini)
Về chiều (tiếng Ý: Verso sera) là một bức tranh sơn dầu trên vải của họa sĩ người Ý Francesco Filippini (1853–1895), được sáng tác trong khoảng thời gian từ năm 1888 đến 1892.
Tác phẩm này được giới phê bình đánh giá là một trong những biểu hiện trữ tình sâu sắc nhất trong giai đoạn sáng tác chín muồi của Filippini. Bức tranh đã thu hút sự chú ý của các nhà sử học nghệ thuật nhờ sự tương đồng rõ rệt về bố cục với tác phẩm La sera của Umberto Boccioni (1882–1916), trong đó cách tổ chức không gian và cấu trúc hình ảnh thể hiện ảnh hưởng rõ rệt từ phong cách của Filippini.

## Mô tả
Tác phẩm khắc họa hình ảnh một cô gái nông thôn trẻ ngồi lặng lẽ dưới tán cây, trong một khoảnh khắc chiêm nghiệm nội tâm. Những thân cây thẳng đứng chia cắt không gian thành các mặt phẳng thị giác, trong khi hậu cảnh mở ra một vùng đồi trầm mặc, nhuộm ánh sáng dịu dàng và làn sương mờ đặc trưng. Nhân vật nữ đội khăn đỏ, mặc chiếc váy giản dị nhưng trang nhã, hai tay đặt nhẹ nhàng trong lòng, ánh mắt hướng sang bên trái với vẻ trầm tư. Tất cả tạo nên một trạng thái lơ lửng, nơi con người và cảnh vật như hòa quyện trong cùng một nhịp điệu tâm hồn.

## So sánh vớiLa seracủa Umberto Boccioni
Về chiều thể hiện nhiều điểm tương đồng rõ rệt về bố cục, biểu tượng học và cách xử lý ánh sáng với tác phẩm La sera (1906) của Umberto Boccioni, đến mức gợi mở một mối liên hệ trực tiếp hoặc ít nhất là một ảnh hưởng gián tiếp về mặt thị giác và tư tưởng.

### Các yếu tố bố cục tương đồng
- Nhân vật nữ xuất hiện ở góc dưới bên trái, trong tư thế trầm tư và đầy chiêm nghiệm.
- Tóc búi gọn, hai tay đặt nhẹ nhàng trong lòng — tạo cảm giác thu mình, sâu lắng nội tâm.
- Các thân cây thẳng đứng đóng vai trò như những cột nhịp thị giác, phân chia không gian và dẫn dắt ánh nhìn.
- Phông nền là cảnh quan đồi núi mờ nhạt, hòa quyện với bầu trời u ám và ánh sáng mỏng manh, dịu dàng.
- Ánh sáng hội tụ vào bàn tay, khăn quàng hoặc các chi tiết biểu trưng tinh tế, tạo điểm nhấn đặc biệt.
- Cấu trúc tổng thể thiên về các đường chéo ngang, hơi nghiêng lên phía bên phải, tạo cảm giác động và mở rộng.
- Nét cọ mềm mại, không có đường viền sắc nét, làm tăng tính biểu cảm và sự tự nhiên cho bức tranh.

### Khác biệt về ngữ nghĩa và bối cảnh văn hóa
- Trong Về chiều, Francesco Filippini khắc họa một người phụ nữ nông thôn trong trạng thái thanh thản và trang nghiêm: không có dấu hiệu lao động, y phục mang tính lễ hội, không gian được lý tưởng hóa như một biểu tượng của sự hài hòa xã hội.
- Trong La sera, Umberto Boccioni thừa kế và tái tạo lại bố cục, nhưng đã tái định nghĩa nhân vật như một hình tượng tư sản mang tính biểu tượng: váy sẫm màu, ghim trang trí, tư thế tĩnh tại, không gian nội tâm trừu tượng.
- Nếu nhân vật của Filippini vẫn gắn liền với một thực tại xã hội cụ thể — nông thôn, vật chất, ánh sáng tự nhiên — thì nhân vật của Boccioni đã được giải thoát khỏi thời gian, trôi nổi trong không gian tâm lý và biểu tượng hiện đại.

## Diễn giải phê bình
Sự so sánh giữa hai tác phẩm cho thấy trong Về chiều, Francesco Filippini thể hiện một mô hình biểu tượng học đặc trưng của ông, được Umberto Boccioni tái diễn giải một cách chủ động trong bối cảnh tiền-vị lai. Đây là một quá trình chuyển hóa vừa mang tính thi ca vừa mang tính ý thức lịch sử: người phụ nữ nông thôn trở thành hình tượng nàng thơ tư sản, còn phong cảnh trữ tình được chuyển hóa thành không gian nội tâm hiện đại.
Giả thuyết về ảnh hưởng trực tiếp được củng cố bởi sự hiện diện của Về chiều tại các cuộc triển lãm vùng Lombardia cuối thế kỷ XIX và đầu thế kỷ XX, cũng như bởi việc Umberto Boccioni được đào tạo tại Milano trong một môi trường chịu ảnh hưởng hậu-Macchiaioli, dưới sự tiếp xúc với các họa sĩ như Giuseppe Mentessi, Filippo Carcano và Eugenio Gignous.

## Phân tích biểu tượng
Về chiều khắc họa hình ảnh người phụ nữ như một biểu tượng lơ lửng giữa không gian của ký ức và thời gian, trở thành trung tâm của một cuộc đối thoại tĩnh lặng giữa ánh sáng, thiên nhiên và ý niệm nội tâm. Nhân vật mang dáng vẻ mệt mỏi nhưng không suy sụp, trang nghiêm nhưng không tách biệt. Sự hiện diện của cô khơi gợi một cái nhìn vừa đạo đức vừa thi ca về thế giới nông thôn — nơi con người và thiên nhiên hòa quyện trong một không gian biểu tượng đầy triết lý.
Tác phẩm là hiện thân của lý tưởng thẩm mỹ mà Filippini theo đuổi trong giai đoạn sáng tác chín muồi, khi ông đạt đến một hình thức thánh thiêng thế tục (sacro laico) trong hội họa: sự kết hợp hài hòa giữa chiều sâu nhân bản và sự trang nghiêm tĩnh lặng của cảnh quan.

## Luận đề so sánh
Trong cả hai tác phẩm, hình tượng người phụ nữ đều được nâng lên thành biểu tượng trung tâm của chiều sâu cảm xúc và văn hóa:
- Ở Filippini, người phụ nữ nông thôn được lý tưởng hóa, hiện lên trong trạng thái an tĩnh và cao quý — một hình mẫu đạo đức giản dị giữa thiên nhiên.
- Ở Boccioni, hình tượng người phụ nữ trở thành biểu trưng mang tính tư sản, lơ lửng trong thời gian, phản ánh thế giới nội tâm và sự phân rã của không gian hiện thực.

Quá trình chuyển hóa từ hiện thực thi vị sang nội tâm trữ tình phản ánh chính xác bối cảnh văn hóa-phê bình đầu thế kỷ XX, thời kỳ mà nghệ thuật phương Tây bắt đầu chuyển hướng từ tái hiện ngoại giới sang cấu trúc tâm lý nội giới.

## Liên kết
- Seara (Boccioni)